# Pleuroprucha molitaria
Pleuroprucha molitaria är en fjärilsart som beskrevs av Heinrich Benno Möschler 1890. Pleuroprucha molitaria ingår i släktet Pleuroprucha och familjen mätare. Inga underarter finns listade i Catalogue of Life.